# Tamikrest
Tamikrest (Тамашек союз, объединение) — туарегская музыкальная группа. Коллектив основан в 2006 году и занимается синтезом традиционной африканской музыки с западными рок- и поп-стилями, поёт на тамашеке. Автор большинства песен и лидер группы — Осман Аг Мосса.
В творчестве группы помимо вокала, электрогитар, бас-гитары и ударных широко используются джембе и другие традиционные виды перкуссии.

## История
Tamikrest был основан в 2006 году несколькими молодыми малийскими музыкантами родом из-под Кидаля на северо-востоке Мали. Свои музыкальные опыты они начали во время учёбы в основанной европейцами школе Les enfants de l’Adrar school в оазисе посреди пустыни. На их детство пришлась гражданская война 1990—1995 гг., в ходе которой многие их друзья и члены семей погибли в боях за автономию туарегов. Во время новых вспышек насилия в 2006 г., Осман Аг Мосса и его друг Чеик Аг Тиглия осознали, что привлечь внимание к проблемам туарегов будет правильнее не с оружием в руках, а с помощью музыки.
В юности музыканты исполняли традиционные композиции Кель Тамашек и музыку туарегской группы Tinariwen, которые занимались соединением африканской и западной музыки начиная с 1980-х гг. Благодаря интернету, Tamikrest знали о существовании таких музыкантов, как Джимми Хендрикс, Боб Марли, Pink Floyd и Марк Нопфлер которые оказали большое влияние на их музыку и звучание.
Случайное знакомство с американо-австралийской группой Dirtmusic во время Festival Au Désert в 2008, проходившего в Эссакане (около 75 км западнее Томбукту), привело к дружбе и широкому музыкальному сотрудничеству двух коллективов. Во время создания своего второго альбома, BKO, в студии в столице Мали Бамако в 2010 г., Dirtmusic пригласили Tamikrest поучаствовать в записи. Крис Экман (один из музыкантов Dirtmusic и The Walkabouts) также стал продюсером дебютного альбома Tamikrest, «Adagh». В 2010 году группы совершили совместный тур по Европе, где приняли участие в ряде крупных фестивалей, например, Сигет в Венгрии и Orange Blossom Special, организованном их лейблом Glitterhouse Records. В октябре 2010 г., Крис Экман спродюсировал второй альбом Tamikrest' — Toumastin, вышедший в апреле 2011 г.

## Дискография
- 2010 — Adagh (Glitterhouse Records)
- 2011 — Toumastin (Glitterhouse Records)
- 2013 — Chatma (Glitterhouse Records)
- 2015 — Taksera (Glitterbeat Records)
- 2017 — Kidal (Glitterbeat Records)